# روكيت بانش
روكيت بانش ( (هانغل: ; هانجا: 로켓펀치) ) هي مجموعة فتيات كورية جنوبية مؤلفة من ستة أعضاء تحت إدارة شركة ووليم إنترتيمنت . تتكون الفرقة من جوري ويونهي وسويون ويونكيونغ وسوهي وداهيون. تم الإعلان عن الفرقة في يوليو 2019 وظهرت لأول مرة في 7 أغسطس 2019 مع أول ألبوم مطول Pink Punch .   

## التاريخ

### قبل الظهور
تم اختيار جوري كمتدربة من الجيل الثاني عشر من إيه كيه بي48 من خلال اختبار في عام 2011. تم تقديمها للجمهور من خلال فريق إيه كيه بي48 الرابع في مارس 2012. كان أول ظهور تلفزيوني لها في كوريا في برنامج مسابقة الواقع لعام 2018 ، Produce 48 . تم تقديم سويون و سوهي للجمهور كمتدربين لـ ووليم إنترتيمنت من خلال برنامج Produce 48. في مارس 2019 ، تم التأكيد على توقيع جوري مع ووليم إنترتيمنت لمتابعة مسيرتها المهنية في كوريا من خلال الظهور لأول مرة كعضوة في فرقة الفتيات الجديدة للشركة.   بعد شهرين ، تخرجت جوري رسميًا من إيه كيه بي48.  في 22 يوليو ، أصدرت ووليم إنترتيمنتووليم إنترتيمنت مقطعاً متحركاً لروكيت بانش وكانت هناك تكهنات بأنها ستكون فرقة فتيات جديدة. ثم أكدت ووليم إنترتيمنتووليم إنترتيمنت ذلك بمقطع فيديو صدر في 23 يوليو تضمن الأعضاء الستة.  أصبحت روكيت بانش ثاني فرقة فتيات في شركة ووليم إنترتيمنت بعد لوفليز ، التي ظهرت لأول مرة في عام 2014.

## أعضاء الفرقة
- تاكاهاشي جوري (쥬리)
- كيم يونهي (김연희) - قائدة الفرقة
- كيم سو يون (김수윤)
- سيو يون كيونغ (서윤경)
- كيم سو هي (김소희)
- جيونج دا هيون (정 다현)

## ديسكغرفي

### الألبومات
| عنوان     | تفاصيل | مراكز الرسم البياني الذروة | مبيعات        |
| عنوان     | تفاصيل | كور </br>                  | مبيعات        |
| --------- | --- | -------------------------- | ------------- |
| بينك بانش | - تاريخ الإصدار: 7 آب (أغسطس) 2019 - التصنيف: Woollim Entertainment - التنسيقات: قرص مضغوط ، تنزيل رقمي ، تدفق | 6                          | - كور: 18561  |
| ريد بانش  | - تاريخ الصدور: 10 فبراير 2020 - التصنيف: Woollim Entertainment - التنسيقات: قرص مضغوط ، تنزيل رقمي ، تدفق | 4                          | - كور: 12،583 |
| بلو بانش  | - تاريخ الصدور: 4 أغسطس 2020 - التصنيف: Woollim Entertainment - التنسيقات: قرص مضغوط ، تنزيل رقمي ، تدفق Track listing 1. Intro: Blue Punch 2. Juicy 3. Summer Punch! 4. One Summer Night (여름밤) 5. Twinkle Star 6. The The | 6                          | - كور: 24184  |